# 三明医学科技职业学院
三明医学科技职业学院是中华人民共和国福建省三明市的一所全日制专科公办省属普通高等职业学校，有三元校区（本部）和生态新城校区（职教园分校）两个校区，占地面积800亩。
1984年12月，三明业余大学成立。2005年5月，三明业余大学在吸纳、整合三明财经学校、三明卫生学校和三明纺织工业学校等学校的教育资源基础上，成立三明职业技术学院。2016年9月21日，更名为三明医学科技职业学院。